# Magic Sam

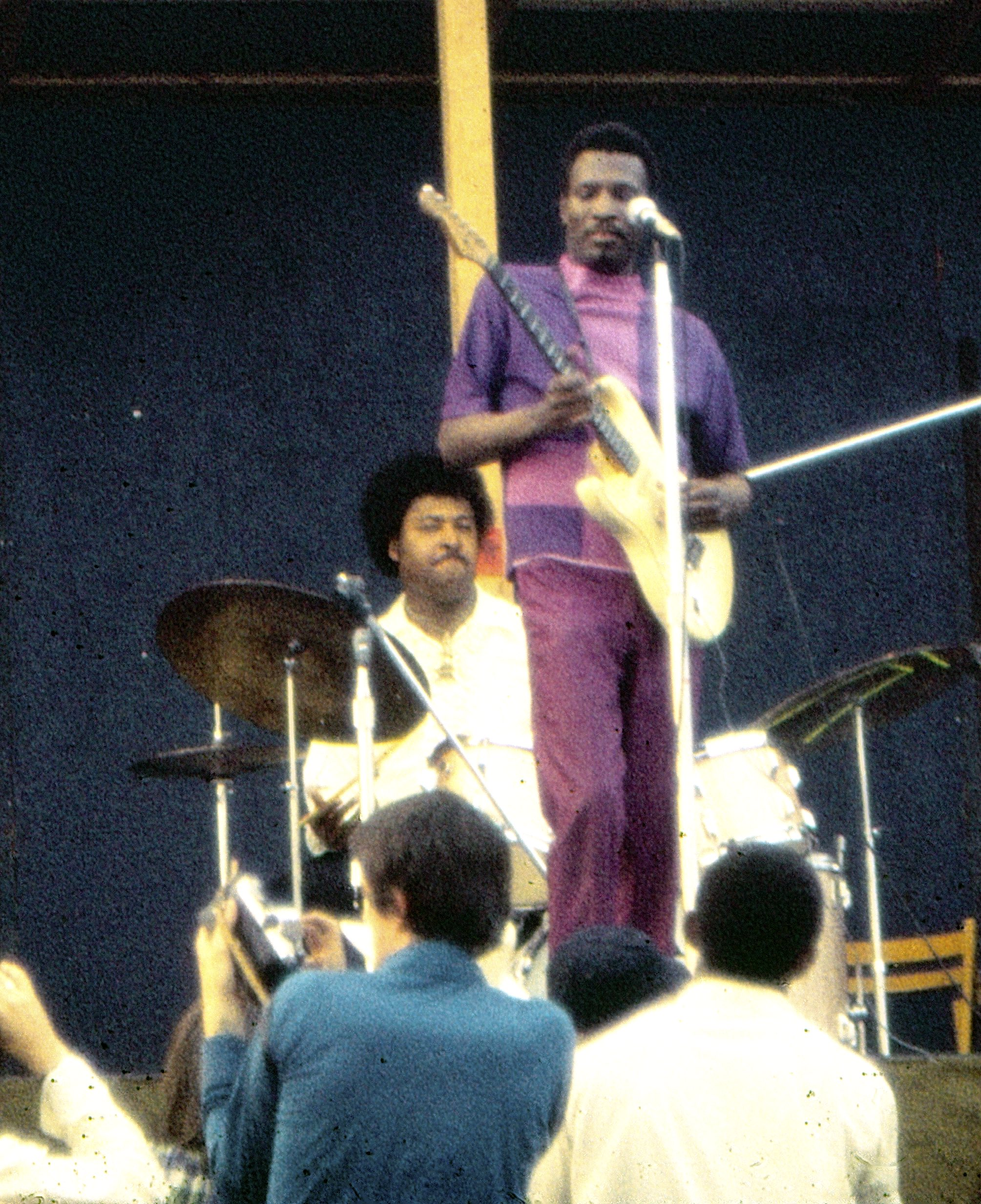
Magic Sam (1969)

Magic Sam, eigentlich Samuel Gene Maghett (* 14. Februar 1937 in Grenada, Mississippi; † 1. Dezember 1969) war ein US-amerikanischer Blues-Gitarrist und -Sänger.

## Leben und Wirken
1956 ging Magic Sam nach Chicago, wo er mit seinem herausragenden Gitarrenspiel in den Blues-Clubs Fuß fassen konnte. Ab 1957 machte er Aufnahmen und hatte mit All Your Love und Easy Baby erste Hits; 1960 wirkte auch der Jazzmusiker Boyd Atkins bei seinen Aufnahmen mit. 1963 wurde seine Single Feelin’ Good (We’re Gonna Boogie) ein US-weiter Hit. Nach Tourneen durch die Vereinigten Staaten, England und Deutschland nahm er die Alben West Side Soul und Black Magic auf.
Im Dezember 1969 starb Magic Sam an einem Herzinfarkt. Er wurde in Alsip, Illinois, beigesetzt.

## Diskografie
- Magic Sam: Charly Blues Masterworks Vol. 29: West Side Soul (Charly, 1957–1960)
- 1967: West Side Soul (Delmark Records)
- 1968: Black Magic (Delmark Records)
- 1968: Give me time (Delmark Records)
- 1997: The Legacy (Delmark Records)